# Miron Pompiliu
Miron Pompiliu (eredeti nevén Moise Popovici, Stej, 1847. június 20. – Jászvásár, 1897. november 20.) román költő, irodalomkritikus.

## Élete
Lelkészcsaládból származott. Gyermekként a boicai német iskolát látogatta, itt tanult meg németül. Középfokú tanulmányait Belényesen és Nagyváradon végezte. Első verse a Familiában jelent meg 1866-ban, művésznevét Iosif Vulcantól kapta. 1866-tól Budapesten jogot tanult, de 1868-ban átkelt a Kárpátokon és az egyetemet Jászvásáron fejezte be. 1869-től részt vett a Junimea rendezvényein, munkatársa lett a társaság lapjának, a Convorbiri literarénak és barátságot kötött Mihai Eminescuval. Közben – egészen 1885-ig – legtöbb költeménye változatlanul a nagyváradi Familiában jelent meg. 1888-tól gimnáziumi tanár Jászvásáron. 1895-ben feleségül vette Doamna Gheorghiut. Súlyosbodó idegbaja és házasságának csődje miatt öngyilkos lett.

## Munkássága
Szerelmes és nacionalista témájú líráján, népdalutánzatain kezdetben főként Alecsandri, Bolintineanu és Mureșanu, később Eminescu hatása érződik. Már 1866-ban elkezdett népköltészeti gyűjtéssel foglalkozni, Balade populare române című kötetében bihari és Szeben vidéki gyűjtéseit adta közre. Német költőkből fordított és népmese-feldolgozásokat is írt. Irodalomkritikusként és filológiai nézeteiben Titu Maiorescu tanítványa volt. Tervezett Bihar-monográfiájából Graiul românii din Biharea és Limbă, literatură și obiceiuri la românii din Biharea című tanulmányai jelentek meg a Convorbiri Literaréban.

## Művei
- Balade populare române (Román népballadák), Iași, 1870
- Literatură și limbă populară (Irodalom és népnyelv – válogatott tanulmányok), Bukarest, 1967